# Ли Рени (Сасари)
Ли Рени је насеље у Италији у округу Сасари, региону Сардинија.
Према процени из 2011. у насељу је живело 10 становника. Насеље се налази на надморској висини од 92 м.